# Hart-Purgstall
Hart-Purgstall ist eine ehemalige Gemeinde mit 1599 Einwohnern (Stand: 31. Oktober 2013)
nordöstlich von Graz in der Steiermark im Bezirk Graz-Umgebung. Im Rahmen der steiermärkischen Gemeindestrukturreform wurde sie mit 1. Jänner 2015 mit den Gemeinden Brodingberg, Eggersdorf bei Graz und Höf-Präbach zusammengeschlossen,
die neue Gemeinde wird den Namen Eggersdorf bei Graz weiterführen. Grundlage dafür ist das Steiermärkische Gemeindestrukturreformgesetz – StGsrG. Eine Beschwerde, die von der Gemeinde gegen die Zusammenlegung beim Verfassungsgerichtshof eingebracht wurde, war nicht erfolgreich.
Die Gemeinde war aufgrund des ähnlichen Namens leicht mit der nur zehn Kilometer entfernten Gemeinde Hart bei Graz zu verwechseln.

## Geografie

### Geografische Lage
Hart-Purgstall liegt ca. 15 km nordöstlich der Landeshauptstadt Graz im oststeirischen Hügelland. Durch das Gemeindegebiet fließt der Rabnitzbach, ein Nebenfluss der Raab.

### Ehemalige Gemeindegliederung
Das Gemeindegebiet umfasste folgende zwei Ortschaften (in Klammern Einwohnerzahl Stand 1. Jänner 2024):
- Hart bei Eggersdorf (660)
- Purgstall bei Eggersdorf (1187)

Die Gemeinde bestand aus den Katastralgemeinden Hart bei Eggersdorf und Purgstall.

### Ehemalige Nachbargemeinden
| Kumberg                      | Kumberg                                     | Brodingberg         |
| Kumberg                      | Kompassrose, die auf Nachbargemeinden zeigt | Brodingberg         |
| Weinitzen, Kainbach bei Graz | Eggersdorf bei Graz                         | Eggersdorf bei Graz |

## Geschichte
Die Ortsgemeinde als autonome Körperschaft entstand 1850. Nach der Annexion Österreichs 1938 kam die Gemeinde zum Reichsgau Steiermark, 1945 bis 1955 war sie Teil der britischen Besatzungszone in Österreich.
2003 hat die Gemeinde ihren ursprünglichen Namen Purgstall bei Eggersdorf abgelegt, um ihre Eigenständigkeit zu demonstrieren und den Eindruck zu vermeiden, sie sei ein Ortsteil von Eggersdorf bei Graz. In einer Bürgerbefragung sprach sie die Bevölkerung für den neuen Namen Hart-Purgstall aus. Dadurch kann die Gemeinde allerdings leicht mit Hart bei Graz verwechselt werden. Am 1. Jänner 2015 wurde die Gemeinde nach Eggersdorf bei Graz eingemeindet.

## Bevölkerungsentwicklung der ehemaligen Gemeinde
| Jahr      | 1869 | 1880 | 1890 | 1900 | 1910 | 1923 | 1934 | 1939 |
| --------- | ---- | ---- | ---- | ---- | ---- | ---- | ---- | ---- |
| Einwohner | 992  | 978  | 1037 | 1026 | 955  | 946  | 1037 | 1026 |
| Jahr      | 1951 | 1961 | 1971 | 1981 | 1991 | 2001 | 2014 |      |
| Einwohner | 1046 | 1026 | 1119 | 1243 | 1515 | 1653 | 1593 |      |

## Politik
Bürgermeister war zuletzt Reinhard Pichler (ÖVP).
Der Gemeinderat setzte sich nach der Gemeinderatswahl in der Steiermark 2010 wie folgt zusammen:
- ÖVP: 13 Mandate
- SPÖ: 2 Mandate

### Wappen der ehemaligen Gemeinde
Die Verleihung des ehemaligen Gemeindewappens erfolgte mit Wirkung vom 1. Juli 1992.

Blasonierung (Wappenbeschreibung):
„Im Zinnenschnitt von Kürsch und Rot geteilt mit einer silbernen von unten nach vorne gebogenen Dornenranke mit einer silbernen Rose im roten Feld.“

## Kultur und Sehenswürdigkeiten
- Schloss Dornhofen ist ein Renaissanceschloss, das links des Rabnitzbaches auf einer Hangstufe liegt. Es wurde im 17. Jahrhundert erbaut.

## Wirtschaft und Infrastruktur

### Verkehr
Hart-Purgstall liegt zwar nicht an einer der Hauptverkehrsstraßen, diese sind aber schnell zu erreichen. Die Süd Autobahn A 2 ist circa zehn Kilometer entfernt und über die Anschlussstelle Gleisdorf-West (161) zugänglich. Die Weizer Straße B 72 ist etwa drei Kilometer entfernt, die Gleisdorfer Straße B 65 etwa fünf Kilometer.
Hart-Purgstall hat keinen Bahnhof. Der nächstgelegene Bahnhof befindet sich in Gleisdorf in etwa 12 km Entfernung und bietet Zugang zur Steirischen Ostbahn sowie zur Landesbahn Gleisdorf-Weiz. Der Hauptbahnhof Graz ist ca. 16 km entfernt. Hart-Purgstall hat eine Haltestelle auf der Buslinie des Verkehrsverbundes zwischen Graz und Eggersdorf bei Graz.
Der Flughafen Graz ist etwa 25 km entfernt.

### Fremdenverkehr
Im Greithgraben gab es ein kleines privat betriebenes Schigebiet. Der 1972 vom Landwirt Josef Wimmer auf einem Hang von 400 Metern Länge und 80 Metern Breite gebaute Wimmerlift war bis 2023 ein Familienbetrieb mit zwei Schleppliften, Flutlichtanlage und fünf Schneekanonen.
Trotz der geringen Seehöhe von 450 bis 500 m gelang es durch den Einsatz von Schneekanonen zumindest wochenweise zwischen Weihnachten und den Semesterferien den Liftbetrieb sicherzustellen. Anfang 2023 musste der Schibetrieb wegen der klimatischen Veränderungen und die damit einhergehenden warmen Temperaturen sowie des Alters der Betreiber eingestellt werden.

## Persönlichkeiten

### Söhne und Töchter der Gemeinde
- Engelbert von Admont (um 1250–1331), Abt von Admont, geboren im Ortsteil Volkersdorf